# Matrox Imaging Library
Matrox Imaging Library（マトロックス イメージング ライブラリ）は、カナダMatrox社のImaging部門が開発した総合画像処理ライブラリ。産業用として必要な画像処理機能をほぼ全て備えており、医療・薬品・半導体・自動車・印刷など多岐にわたる分野で使用されている。
略称は「MIL（ミル）」。

## 特長
- ライブラリは2種類に分かれており、Visual C++向けにMIL、VC++/Visual Basic向けにActiveMILがある。また、Visual Basic .NETやVisual C#向けのマネージコード用ラッパーライブラリも含まれている。Pythonのサポートも存在する[1]。
  - ActiveMILはOCXをバンドルし開発時間を短縮する。
  - MILはC言語形式関数によって構成される共通APIにより直感的で操作性の容易さを提供する。
- Intel MMXおよびSIMD拡張命令に最適化されており、Xeon、Pentium、Core DuoをはじめAMD Opteronを有効活用。
- サブピクセル精度での結果検出。
- マルチタスクやマルチプロセッシングもサポート。
- オンラインヘルプやサンプルが充実。

## 開発環境

### MIL 8.0
MIL 8.0は以下のOSおよび開発環境に対応している  。

#### OS
- Windows 2000 (SP4)
- Windows XP (SP2)
- Windows CE
- Linux

#### 開発環境
- Visual C++ 6.0 (SP6)/.NET 2003
- Visual Basic .NET 2003

### MIL 9.0
MIL 9.0は以下のOSおよび開発環境に対応している。

#### OS
- Windows XP (SP2, 32bit/64bit)
- Windows Vista (SP1, 32bit/64bit)
- Windows 7 (SP1, 32bit/64bit)
- Windows CE
- Linux (32bit/64bit)

#### 開発環境
- Visual C++ .NET 2003/2005/2008/2010
- Visual Basic 2005/2008/2010
- Visual C# 2005/2008/2010
- GCC

### MIL 10.0
2016年5月現在の最新版であるMIL 10.0は以下のOSおよび開発環境に対応している。MIL 10.0ではActiveMILが利用できなくなった。

#### OS
- Windows XP (SP3, 32bit)
- Windows 7 (SP1, 32bit/64bit)
- Windows 8 (32bit/64bit)
- Windows 10 (32bit/64bit)
- Linux (32bit/64bit)

#### 開発環境
- Visual C++ 2008/2010/2012/2013
- Visual Basic 2008/2010/2012/2013
- Visual C# 2008/2010/2012/2013
- GCC 4

また、MFC/Windows Forms/WPF、GTK/Qtといった各種フレームワークに対応している。

## 販売・サポート
日本国内ではディストリビューターとしてキヤノンITソリューションズ株式会社が販売・サポートを行っている。キヤノンITソリューションズをディストリビューターとする購入の場合、日本語のヘルプマニュアルの提供や日本語での技術サポートが受けられる。